# Mencía del Águila
Mencía del Águila fue una noble del siglo XIV que gobernó Segovia durante parte de la minoría de edad de Alfonso XI de Castilla.

## Biografía
Tras la muerte de Fernando IV de Castilla en 1312, fue sucedido por su hijo Alfonso XI que contaba con apenas un año de edad. La regencia fue ejercida por su abuela paterna María de Molina, viuda de Sancho IV de Castilla. Además, Alfonso XI contaba con sus tíos los infantes Pedro y Juan como tutores. Tras la muerte de María de Molina, la regencia pasaría a ser ejercida por el infante Felipe de Castilla y Juan el Tuerto junto con el célebre literato don Juan Manuel. Este último nombraría, en 1322, gobernadora de Segovia a Mencía del Águila, mujer que era descrita en ese momento por Colmenares como: viuda noble y rica y ambiciosa, con hijos, yernos y parientes, que todo lo gobernaban a su antojo.

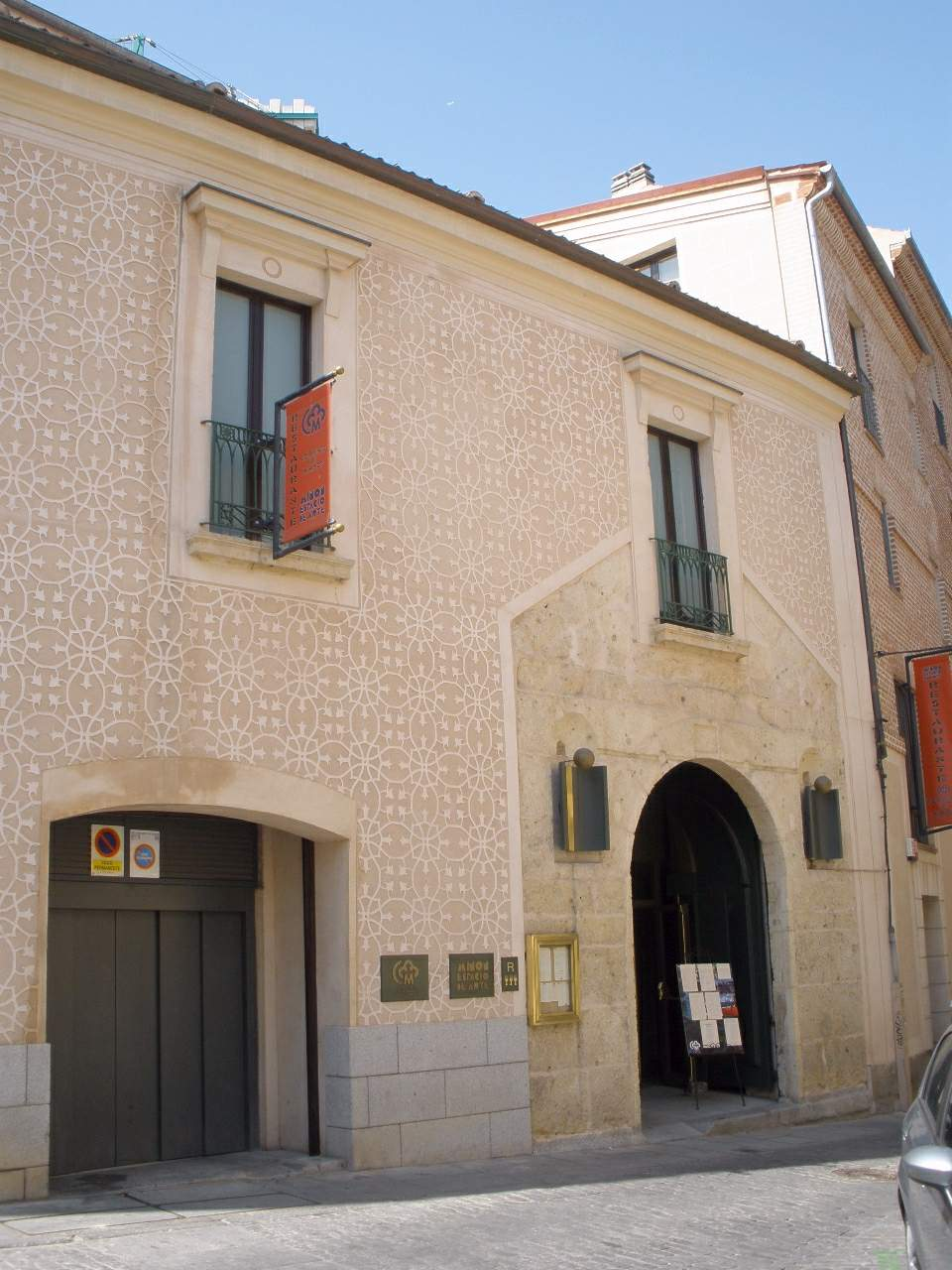
El antiguo Convento de Nuestra Señora de la Victoria en Segovia, construido en el sobre las casas de Mencía del Águila.

Durante su gobierno de la ciudad se produjeron enfrentamientos conocidos como alborotos entre los partidarios de don Juan Manuel y los del infante Felipe de Castilla. Asimismo, durante su gobierno, fue incendiada la iglesia de San Martín, arruinándose su torre. Fue calificada por Diego de Colmenares como: “tirana y soberbia”.
Su gobierno finalizó con la entrada en la ciudad de las tropas del infante Felipe, que detuvieron a los familiares de doña Mencía y confiscaron las propiedades familiares. Los partidarios de don Juan Manuel resistieron en el Alcázar de Segovia a los partidarios del infante Felipe a las tropas del nuevo gobernador Garcilaso I de la Vega.
Tras esto fue arrestado junto a otras 17 personas, siendo sus bienes embargados pero recibiendo clemencia.

## Matrimonio y descendencia
Fue hija de Rodrigo Gómez del Águila y Urraca García de Segovia. Contrajo matrimonio con Pedro Díez Mesía, alcaide del Alcázar de Segovia, quedando viuda antes de 1322. De este matrimonio tuvo varios hijos:
- Gonzalo Pérez Mesía
- Nuño Díez Mesía, caballero de la orden de Santiago y comendador de Montánchez en 1318.
- María Mesía, casada con Blasco Gómez de Ávila, señor de Navamorcuende.
- María González, casada en primeras nupcias con Día Sánchez de Segovia; y en segundas con Garci González de Contreras, señor de la Casa de Contreras.

El matrimonio contaba con unas casas en el lugar donde después se fundaría el Convento de Nuestra Señora de la Victoria, de mínimos, en 1592.

## Cultura popular
La calle Valdeáguila en Segovia lleva ese nombre en recuerdo suyo.